# Silly Pils
Silly Pils is een Belgisch bier. Het bier wordt gebrouwen door Brasserie de Silly te Silly.
Er zijn 2 varianten:
- Silly Pils is een pils met een alcoholpercentage van 5% en een densiteit van 11,2° Plato. In 1956 kwam dit bier op de markt onder de naam Myn’s Pils.[1] In 1993 veranderde de naam in “Silly Pils”.
- Silly Pils Bio is eveneens een pils met een alcoholopercentage van 5%, maar de ingrediënten zijn afkomstig van biologische landbouw.[2]